# Katie Fforde: Du und ich
Du und ich ist ein deutscher Fernsehfilm von Helmut Metzger aus dem Jahr 2016. Es ist der 26. Film einer Filmreihe des ZDF mit Werken der britischen Bestsellerautorin Katie Fforde. In den Hauptrollen agieren Nike Fuhrmann, Stefan Murr, Barbara Focke und Jürgen Haug.
Der Film ist Bestandteil der ZDF-Sonntagsfilm-Herzkino-Reihe, in der unter anderem auch Filme von Rosamunde Pilcher, und Inga Lindström,  laufen. Diese Produktionen zeichnet aus, dass sie stets in besonders reizvollen Landschaften gedreht werden.
Die Erstausstrahlung des Films fand am 29. Mai 2016 im ZDF statt.

## Handlung
Charlotte Plentley, erfolgreiche Handtaschendesignerin, erfährt von ihrem Ehemann Alec Plentley, erfolgreicher Architekt, dass dieser ein großartiges berufliches Angebot abgelehnt hat, da er nach eineinhalb Jahren Ehe erstmals mehr Zeit mit Charlotte verbringen möchte. Doch die junge Frau hat in ihrem Beruf momentan sehr viel zu tun. Sie nimmt sich aber dennoch ein paar Tage Zeit, um mit Alec wegzufahren, was ihrer Chefin Suzan missfällt. Aber auch im Urlaub kommt Charlotte nicht ohne ihr Handy und geschäftliche Telefonate aus.
Nachdem die junge Frau urplötzlich kurzzeitige Lähmungen in den Beinen verspürt, fährt das Paar in ein Krankenhaus und danach zu Alecs Eltern, die in der Nähe der Klinik eine Apfelplantage besitzen. Die Ärztin konfrontiert Charlotte mit der bestürzenden Diagnose, dass sie an Multipler Sklerose leide. Dadurch, dass sie sich schonen muss, sind sie und Alec sich mal wieder ein paar Tage lang sehr nahe. Als Anhalterin fährt Charlotte einige Zeit später zurück nach Hause. Ein Gespräch, das sie mit dem Trucker führt, der ebenfalls vor einer schwierigen Entscheidung stand und meint, wenn sich eine Tür schließe, öffne sich eine andere, hilft ihr bei ihrer Entscheidung, in ihrem Beruf ab sofort kürzerzutreten. Sie kündigt ihre Arbeitsstelle mit dem Wunsch, dass ihre Assistentin Jennifer, die sie auch in letzter Zeit stets unterstützt hat, ihre Nachfolgerin werden möge. Doch Suzan und alle Mitarbeiter wollen das nicht zulassen und versprechen, dass sie es Charlotte trotz ihrer Krankheit ermöglichen werden, ihrer Arbeit weiter nachzugehen.

## Rezeption

### Kritik
TV Spielfilm konnte der Verfilmung nichts abgewinnen und sprach von „gefühlige[n] Konflikte[n] nach flauer Formel“. Fazit: „Strickmuster und Verklärung sind ein Paar“
Tilmann P. Gangloff sprach bei Tittelbach.tv davon, dass der Film der Herzkino-Reihe mit einem „ungewohnt dramatischem Unterton“ aufwarte. Weiter führte er aus: „Das Buch stammt von Marcus Hertneck, der seinen guten Namen anspruchsvollen Komödien verdankt und sich hier erfolgreich am Drama versucht. Telegen herbstlich inszeniert von ‚Herzkino‘-Routinier Helmut Metzger. […] Abzüge gibt es dagegen vor der Kamera. Nike Fuhrmann, am ehesten durch ihre Nebenrolle in ‚Der Bergdoktor‘ bekannt, macht angesichts des Schicksals ihrer Figur etwas zu oft große Augen und erinnert gegen Ende mit großen Gesten an die typischen Übertreibungen amerikanischer Schauspielerinnen.“ Gangloff zog das Fazit: „Unterm Strich ist ‚Du und ich‘ dennoch sehenswert, zumal Hertneck seine Botschaft – geteiltes Leid ist halbes Leid – nicht oberflächlich und plump präsentiert. Trotz des potenziell deprimierenden Sujets, zu dem die mitunter zu muntere Musik nicht immer passt, ist die Botschaft positiv.“

### Einschaltquote
Die Erstausstrahlung im ZDF verfolgten insgesamt 4,59 Millionen Menschen, was einem Marktanteil von 13,5 % beim Gesamtpublikum entsprach. Bei den Jüngeren zwischen 14 und 49 Jahren waren es 7,6 % Marktanteil.